# Albay
Albay is een provincie van de Filipijnen op het zuidoostelijke deel van het eiland Luzon. De provincie maakt deel uit van regio V (Bicol Region). De provincie grenst aan Camarines Sur in het noorden en Sorsogon in het zuiden. De hoofdstad van de provincie is de stad Legazpi. Bij de census van 2015 telde de provincie ruim 1,3 miljoen inwoners.

## Geografie

### Bestuurlijke indeling
Albay bestaat uit 3 steden en 15 gemeenten.

#### Steden
- Legazpi
- Ligao
- Tabaco

#### Gemeenten
| - Bacacay - Camalig - Daraga - Guinobatan - Jovellar - Libon - Malilipot - Malinao | - Manito - Oas - Pio Duran - Polangui - Rapu-Rapu - Santo Domingo - Tiwi |

Deze steden en gemeenten zijn weer verder onderverdeeld in 720 barangays.

## Demografie
Albay had bij de census van 2015 een inwoneraantal van 1.314.826 mensen. Dit waren 81.394 mensen (6,6%) meer dan bij de vorige census van 2010. Ten opzichte van de census van 2000 was het aantal inwoners gegroeid met 223.919 mensen (20,5%). De gemiddelde jaarlijkse groei in die periode kwam daarmee uit op 1,22%, hetgeen lager was dan het landelijk jaarlijks gemiddelde over deze periode (1,72%).

De bevolkingsdichtheid van Albay was ten tijde van de laatste census, met 1.314.826 inwoners op 2575,77 km², 510,5 mensen per km².

## Bestuur en politiek
Zoals alle provincies in de Filipijnen is de belangrijkste bestuurder van Albay een gouverneur. De gouverneur wordt sinds 1987 elke drie jaar gekozen en is het hoofd van het provinciale bestuur en de uitvoerende organen. De huidige gouverneur van de provincie, Joey Salceda is tijdens de verkiezingen van 2013 voor de tweede maal herkozen. De vicegouverneur, momenteel Harold Imperial, is voorzitter van de provinciale raad. Deze provinciale raad is in Albay samengesteld uit 10 gekozen afgevaardigden en twee ex-officio leden. De ex-officio leden zijn de president van provinciale afdeling van de Association of Barangay Captains en de president van de provinciale Sangguniang Kabataan (jeugdraad). De overige leden worden rechtstreeks gekozen door de stemgerechtigde inwoners in de drie kiesstricten van de provincie. Het 1e district omvat de stad Tabaco en de gemeenten Bacacay, Malilipot, Malinao, Santo Domingo (Libog) en Tiwi, het 2e district omvat de stad Legazpi en de gemeenten Camalig, Daraga (Locsin), Manito en Rapu-Rapu en het 3e district omvat de stad Ligao
en de gemeenten Guinobatan, Jovellar, Libon, Oas, Polangui en Pio Duran. District 1 en 2 hebben ieder drie afgevaardigden in de provinciale raad en district 3 heeft er vier. De inwoners van de drie districten kiezen bovendien elk een afgevaardigde in het Filipijns Huis van Afgevaardigden.
Lijst van gouverneurs van Albay sinds 1900
| - 1900 - 1900 Gen. William Kobbe - 1901 - 1901 Gen. James M. Bell - 1902 – 1904 Gen. Arlington Betts - 1904 – 1906 Ramon Santos - 1906 – 1908 Charles H. Reynolds - 1908 – 1912 Domingo Samson - 1913 – 1916 Leoncio Duran Imperial - 1916 - 1916 Rufino Sarte Tuanqui - 1917 – 1919 Timoteo Alcala - 1920 – 1922 Jose Vera | - 1922 – 1924 Leoncio Duran Imperial - 1925 – 1929 Mariano Anson Locsin - 1930 – 1934 Mariano Anson Locsin - 1934 – 1937 Jose Samson Imperial - 1937 – 1940 Manuel Calleja - 1941 – 1945 Saturnino Benito - 1946 - 1946 Saturnino Benito - 1946 – 1951 Venancio Ziga - 1952 – 1955 Manuel Calleja - 1956 – 1962 Nicanor Seva | - 1962 – 1971 Jose Estevez sr. - 1972 – 1986 Felix Imperial jr. - 1987 - 1987 Jose Lozano Sarte Jr. - 1988 – 1994 Romeo Salalima - 1994 – 1995 Dominador Lim - 1995 - 1995 Victor Ziga - 1995 – 2004 Al Francis del Castillo Bichara - 2004 – 2007 Fernando Vallejo Gonzalez - 2007 – 2016 Jose Clemente "Joey" Salceda |

## Economie
Albay is een relatief arme provincie. Uit cijfers van het National Statistical Coordination Board (NSCB) uit het jaar 2003 blijkt dat 42,7% (12915 mensen) onder de armoedegrens leefde. In het jaar 2000 was dit 48,4%. Daarmee staat Albay 32e op de lijst van provincies met de meeste mensen onder de armoedegrens. Van alle 79 provincies staat Albay 29e op de lijst van provincies met de ergste armoede.